# Lionel Black
Pour les articles homonymes, voir Barker et Black.
Lionel Black, nom de plume de Dudley Barker, né le 25 mars 1910 à Londres et décédé le 7 novembre 1980, est un écrivain britannique de roman policier et de roman d'espionnage.

## Biographie
Après l’obtention d’une licence en journalisme de l’université d’Oxford, Dudley Barker entre comme reporter et rédacteur à l’Evening Standard de Londres, puis au Daily Herald. Pendant la Deuxième Guerre mondiale, il sert dans la Royal Air Force. À la fin du conflit, il est éditeur associé d’un journal londonien avant de travailler dans une agence littéraire.
À partir de 1935, Dudley Barker signe de son nom des romans, des documents juridiques, politiques ou économiques, ainsi que des essais sur de grands écrivains contemporains : John Galsworthy, Arnold Bennett et G. K. Chesterton.
En 1960, et sans cesser de publier sous son patronyme, il adopte le nom de plume Lionel Black pour faire paraître des romans policiers et d’espionnage qui reçoivent un chaleureux accueil critique et public. La série avec Emma Greaves met en scène cette espionne, en reprenant les thèmes chers à la guerre froide. Plus originale, la série de l'héroïne Kate Theobald, dont les premiers titres sont signés Anthony Matthews, raconte les enquêtes de cette brillante et dynamique journaliste, mariée à un avocat gaffeur et un peu sot.  Enfin, la série du superintendant Francis Foy reprend, en parvenant à les renouveler, les poncifs des intrigues criminelles pour créer des récits bien ficelés qui tiennent à la fois du whodunit, du roman noir et du thriller.

## Œuvre

### Romans

#### SérieEmma Greaves
- Chance to Die (1965) Publié en français sous le titre Une chance d’y rester, Paris, Presses de la Cité, Punch no 1, 1973
- The Bait (1966)
- Two Ladies in Verona ou The Lady is a Spy (1967)

#### SérieSuperintendant Francis Foy
- Breakaway ou Flood (1970) Publié en français sous le titre Marée rouge, Paris, Presses de la Cité, Un Mystère 3e série no 163, 1972 ; réédition, Paris, Presses de la Cité, Punch 1re série no 58, 1971
- Ransom for a Nude (1972) Publié en français sous le titre La Vénus au sein nu, Paris, Librairie des Champs-Élysées, Le Masque no 1324, 1974 ; réédition, Paris, Librairie des Champs-Élysées, Le Club des Masques no 397, 1980
- The Life and Death of Peter Wade (1973) Publié en français sous le titre La Fin et les Moyens, Paris, Opta, coll. Littérature policière no 5, 1975

#### Autres romans policiers
- A Provincial Crime (1960)
- Outbreak (1968) Publié en français sous le titre Il court, il court le virus, Paris, Presses de la Cité, Un Mystère 3e série no 189, 1972 ; réédition, Paris, Presses de la Cité, coll. Punch no 87, 1974
- Arafat is Next!  (1975)
- The Foursome (1978)

#### SérieKate Theobald
- Swinging Murder (1969), signé Anthony Matthews
- Death Has Green Fingers, signé Anthony Matthews (1971) Publié en français et signé Lionel Black sous le titre Des femmes et des fleurs, Paris, Librairie des Champs-Élysées, Le Masque no 1277, 1973
- Death by Hoax (1974)
- A Healthy Way to Die (1976)
- The Penny Murders (1979)
- The Eve of the Wedding (1980)
- The Rumanian Circle (1981)

#### Romans non-policiers signés Dudley Barker
- A Few of the People (1946)
- Grandfather’s House (1951)
- The Voice (1953)
- Green and Pleasant Land (1955)
- Toby Pinn (1956)
- Private Company (1959)
- The Ladder (1968)
- A Pillar of Rest (1970)

#### Autres publications signées Dudley Barker
- Palmer, the Reley Poisoner (1935)
- Lord Darling’s Famous Cases (1935)
- Coastal Command at War (1943), en collaboration avec Tom Dudley-Morton
- Harvest Home : The Official Story of the Great floods of 1947 and Thier Sequel (1947)
- People of the Commonwealth: The Case for Mass Migration (1948)
- Berlin Air Lift: An Account of the British Contribution (1949)
- Grivas: Portrait of a Terrorist (1959)
- The Commonwealth We Live In (1960)
- The Young Man’s Guide to Journalism (1963)
- The Man of Principle: a View of John Galsworthy (1963)
- British Aid to Developping Nations (1964)
- Swaziland (1965)
- Writer by Trade : a View of Arnold Bennett (1966)
- Prominent Edwardians (1969)
- G. K. Chesterton : a Biography (1973)

## Sources
- Jacques Baudou et Jean-Jacques Schleret, Le Vrai Visage du Masque, vol. 1, Paris, Futuropolis, 1984, 476 p. (OCLC 311506692), p. 64-65.
- Claude Mesplède (dir.), Dictionnaire des littératures policières, vol. 1 : A - I, Nantes, Joseph K, coll. « Temps noir », 2007, 1054 p. (ISBN 978-2-910-68644-4, OCLC 315873251), p. 231.